# Alexandre de Juniac
Alexandre Marie Henry Begoügne de Juniac (Neuilly-sur-Seine, 10 november 1962) is een Frans zakenman. Hij was tot 2016 de CEO van Air France-KLM. Momenteel is hij de voorzitter van de International Air Transport Association in Montreal, Canada.
Juniac stamt af uit een geslacht van empireadel, zijn vader, Gontran de Juniac, was een ambassadeur voor Frankrijk. Hij studeerde aan de École Polytechnique en de École nationale d'administration. Hij werd auditeur bij de Raad van State, vervolgens maître des requêtes en adjunct van de algemeen secretaris bij de Raad van State. Van 1993 tot 1995 neemt hij functies op in het beleidskabinet van Nicolas Sarkozy, toenmalig Frans minister van Begroting. Daarna heeft hij 14 jaar gewerkt bij bedrijven van de Thales Groep, waaronder Thomson en was hij van 2009 tot 2011 kabinetschef van het kabinet van Christine Lagarde, toenmalig Frans minister van Economie, Industrie en Tewerkstelling. Van 2011 tot 2013 nam hij een directiefunctie op binnen Air France-KLM, in 2013 nam hij de hoogste bestuursfunctie op van de multinationale luchtvaartmaatschappij.
Juniac was een van de topmannen die in januari 2016 de belangengroep Airlines for Europe lanceerde. Hij deed dat samen met Carolyn McCall (easyJet), Carsten Spohr (Lufthansa), Michael O'Leary (Ryanair) en Willie Walsh (International Airlines Group).
Op 5 april 2016 heeft hij bekend gemaakt dat hij in de zomer van 2016 gaat stoppen als CEO van Air France-KLM. Hij gaat aan het werk als voorzitter van de internationale luchtvaartorganisatie IATA.